# Eemil Nestor Setälä
Eemil Nestor Setälä (27. února 1864, Kokemäki – 8. února 1935, Helsinky) byl finský politik a jazykovědec.

## Biografie

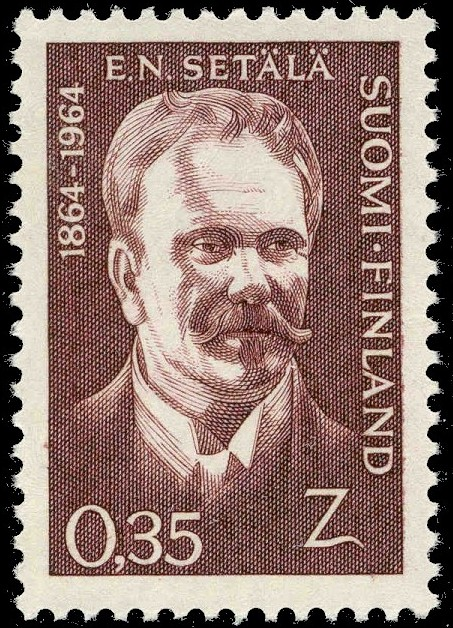
E. N. Setälä na poštovní známce z roku 1964

V letech 1893–1929 pracoval jako profesor finského jazyka a literatury na Helsinské univerzitě, a později (1927–1930) i jako vyslanec Finska v Dánsku a Maďarsku. V roce 1930 založil výzkumný ústav Suomen suku, kterého se stal i ředitelem. Byl několikrát zvolen do parlamentu, mj. i za Stranu národní koalice.